# Bělčice
Bělčice – miasto w Czechach, w kraju południowoczeskim, w powiecie Strakonice.
Według danych z 1 stycznia 2024, liczba mieszkańców miasta wynosi 996 osób (1534. miejsce w kraju wśród miejscowości; 580. miejsce wśród miast).

## Demografia
| Rok             | 1980 | 1991 | 2001 | 2008 | 2016 | 2024 |
| --------------- | ---- | ---- | ---- | ---- | ---- | ---- |
| Liczba ludności | 1275 | 1093 | 991  | 1002 | 1009 | 996  |